# Fathi Bashagha
Fathi Ali Abdul Salam Bashagha (Árabe: فتحي علي عبد السلام باشآغا), nacido el 20 de agosto de 1962 en Misrata, es un político libio, actual Ministro de Interior del Gobierno de Acuerdo Nacional. Fue nombrado por el Primer Ministro Fayez al-Sarraj el 7 de octubre de 2018.

## Carrera profesional
Bashaga se graduó a la edad de 22 años en el Colegio de Aviación de Misrata, convirtiéndose en instructor de aviones de combate. Después de dedicarse a la aviación durante más de una década, en 1993 decidió abandonar la Fuerza Aérea y dirigir una compañía privada.
El 5 de febrero de 2021 fue candidato a primer ministro de transición de Libia, pero su candidatura perdió frente a la de Abdul Hamid Dbeibah que se impuso por 39 de los 73 votos emitidos en la reunión de diálogo interlibio celebrada en Suiza bajo los auspicios de Naciones Unidas.
En noviembre de 2021, Fathi Bachagha es candidato a las elecciones presidenciales de diciembre de 2021.